# Књажевачки партизански одред
Књажевачки народноослободилачки партизански (НОП) одред (познат и под називом Заглавски и Заглавско-тимочки) је био партизанска јединица у саставу Народноослободилачке војске и партизанских одреда Југославије током Другог светског рата у Југославији. 

## Историјат
Формиран је 9. августа 1941. на месту Караџин код села Штрпца, од 15 бораца Бољевачког НОП одреда и новодошлих бораца. Од друге половине августа дејствовао је на подручју заглавског (Књажевац) и дмочког (Андрејевац) среза, уништавао телефонске везе и палио општинске архиве. Ноћу 2. септембра упао је у среско место Андрејевац, а 5/6. септембра разоружао жандамеријску посаду у селу Радичевцу. Доласком групе од 25 ђака из Књажевачке гимназије, Одред је 20. септембра имао 50 бораца. Код села Шритарца (источно од Књажевца) ујутро 29. септембра Немци и четници напали су Одред, разбили га у борби на неколико група, и нанели му осетне губитке. Двадесетак бораца, који су остали у Одреду, спојило се 8. октобра 1941. у рејону Соколовићког камена (јужне падине Тупижнице) с остацима Бољевачког НОПО у Књажевачко-бољевачки НОП одред, јачине око 50 бораца. Одред је дејствовао на прузи Зајечар—Сврљиг. Између осталих акција порушио је 17. октобра рудник угља Тресибабу код Књажевца и демолирао постројења. Крајем октобра принуђен је да се пред надмоћнијм непријатељем пребаци на територију Нишавског НОПО. Зиму 1941/42. провео је на подручју Сврљишких планина и Заплања (лева обала Нишаве), да би се у пролеће 1942. вратио на
терен Тимока као Тимочки НОП одред.